# Comarca del Alto Guadalquivir
El Alto Guadalquivir es una comarca de la provincia de Córdoba, España.
Es una zona eminentemente agrícola, en la que empieza a repuntar el sector industrial gracias a las empresas de muebles de madera cuyo máximo exponente lo encontramos en Villa del Río, y a empresas agroalimentarias y de calderería en Montoro y Bujalance. Se crea a partir de las antiguas comarcas de Bujalance (Bujalance, Cañete de las Torres, El Carpio y Pedro Abad) y Montoro (Montoro, Adamuz, Villa del Río,  Villafranca de Córdoba y Cardeña). Montoro es la cabeza de partido judicial y el mayor municipio de la comarca, seguido de Bujalance. La comarca se puede dividir en tres ámbitos territoriales diferenciados, de norte a sur:
La Sierra (Adamuz,  Montoro y Cardeña): Es una zona abrupta al sur de Sierra Morena con importantes recursos hídricos (embalses del Guadalmellato, Yeguas y Martín Gonzalo) y naturales (parque natural Sierra de Cardeña Montoro).
La Vega (Villa del Río, Pedro Abad, El Carpio y Villafranca de Córdoba). Se sitúa en alrededor de la rivera del Guadalquivir, de la autovía de Andalucía (N-IV) y de la línea de ferrocarril Madrid-Cádiz. En ella se concentra el 70% de la población comarcal.
La Campiña (Bujalance y Cañete de las Torres): Se trata del centro agrícola de la comarca. Es un amplio territorio muy fértil de pendientes suaves de margas y arcillas. Predomina el cultivo del olivar, el trigo y el girasol. Se pueden encontrar ejemplos muy representativos del hábitat rural andaluz, el cortijo así como restos de las culturas que desde siglos han habitado estas tierras muy ricas en aguas subterráneas: iberos, romanos, etc.

## Municipios
| Escudo | Municipio              | Superficie (km2) | Población (2024) | Densidad (hab./km2) |
| ------ | ---------------------- | ---------------- | ---------------- | ------------------- |
|        | Adamuz                 | 333,8            | 4 091            | 12,26               |
|        | Bujalance              | 124,82           | 7 134            | 57,15               |
|        | El Carpio              | 46,68            | 4 325            | 92,65               |
|        | Cañete de las Torres   | 103,52           | 2 806            | 27,11               |
|        | Montoro                | 586,12           | 9 049            | 15,44               |
|        | Pedro Abad             | 23,46            | 2 817            | 120,08              |
|        | Villa del río          | 22,0             | 6 863            | 311,95              |
|        | Villafranca de Córdoba | 58,0             | 4 886            | 84,24               |
|        | Total                  | 1 298,4          | 41 971           | 32,33               |

## Fronteras
Limita con:
- Con la comarca del Valle de los Pedroches y la Provincia de Ciudad Real al norte.
- Con la comarca de la Campiña Este - Guadajoz al sur.
- Con Córdoba y la comarca del Valle del Guadiato al oeste.
- Con la provincia de Jaén al este.